# Lens orientalis
Lens orientalis ist die wilde Stammform der Kulturpflanze Linse. Synonyme sind Lens culinaris Medik. subsp. orientalis (Boiss.) Ponert, Vicia lens (L.) Coss. & Germ. subsp. orientalis (Boiss.) Galasso, Banfi, Bartolucci & J.-M. Tison, Vicia orientalis (Boiss.) Bég. & Diratz.

## Beschreibung
Lens orientalis ist eine einjährige, krautige Pflanze. Die aufrechten bis niederliegenden, oft reich verzweigten, mehr oder weniger behaarten Stängel weisen Längen von 10 bis 25 Zentimetern, nach anderen Angaben bis 30 oder sogar bis 40 Zentimetern auf.
Die wechselständig angeordneten Laubblätter sind kurz gestielt. Die paarig gefiederten Blattspreite bestehen aus meist sechs bis zwölf (5 bis 13) Blättchen (andere Angaben: nur drei bis sechs bzw. zwei bis fünf Blättchen). Die kleinen, kurz gestielten und mehr oder weniger behaarten Einzelblättchen sind schmal verkehrt-eiförmig bis elliptisch-länglich mit meist stachelspitzig und spitz bis stumpf oder sogar ausgerandet oberen Ende. Die Blattrhachis endet bei den oberen Blättern meist in einer unverzweigte Ranke. Die Nebenblätter sind ganzrandig, länglich bis eiförmig, niemals spieß- oder pfeilförmig und nicht gezähnt (wichtigster Unterschied gegenüber anderen wild vorkommenden Linsenarten).
Die achselständigen Blütenstände sind ein- bis dreiblütig, sie erreichen Längen von 7 bis 20, selten bis zu 26 Millimeter, die Länge des Blütenstands entspricht dabei ungefähr der Länge der Laubblätter. Charakteristisch ist, dass die Blütenstandsachse bei vielen (nicht immer allen) Blütenständen in einer Granne von 1 bis 3, selten bis zu 5 Millimetern Länge endet.
Die zwittrige Blüte ist zygomorph und fünfzählig mit einer doppelten Blütenhülle. Der behaarte, 4 bis 8 Millimeter lange Kelch endet untereinander gleichen, schmalen Kelchzähne, die länger als die Kelchröhre sind. Die Blütenkrone ist eine typische Schmetterlingsblüte, sie ist bläulich bis fast weiß oder blass bis tief purpurfarben und mit einer Länge 4,5 bis, meist 5 bis 6 Millimetern etwa so lang oder etwas länger als der Kelch.
Die glatte (nicht filzig behaarte) Hülsenfrucht ist bei Fruchtreife abfallend und öffnend (nicht auf dem Pflanzenexemplar verbleibend wie bei der kultivierten Linse). Hülsenfrucht ist bei einer Länge von 7 bis, meist 8 bis 11 Millimetern sowie bei einer Breite von meist 5 bis 6 (4 bis 7) Millimetern im Umriss rhombisch und enthält jeweils nur ein bis zwei Samen. Die rundlichen, braunen und abgeflachten (linsenförmigen) Samen sind 3 bis 4 Millimeter groß.

## Vorkommen
Die Art Lens orientalis ist im östlichen Mittelmeerraum und dem angrenzenden West- und Zentralasien, südlich bis Israel, westlich bis zur türkischen Ägäisküste natürlich verbreitet. Sie kommt in der Kaukasusregion (Armenien), im Iran, vereinzelt über den Süden Turkmenistans bis Afghanistan und Tadschikistan vor. Einige Autoren rechnen auch Griechenland noch zum Verbreitungsgebiet.
Sie wächst in offenen, steppenartigen Habitaten auf steinigem Grund, oft im Hügelland, meist verstreut und vereinzelt. Dichtere Vorkommen gibt es an felsigen Abhängen in Gebirgen vom Hermon und Anti-Libanon über das Taurusgebirge im südlichen Anatolien bis in das Zagros-Gebirge im Westiran, in Höhenlagen von 1200 bis 1600 Metern, oft gemeinsam mit Vicia ervilia.  Von diesen primären Standorten ist sie übergegangen auf gestörte Böden im Kulturland, in Baumkulturen und Obstgärten und am Rand von Getreideäckern.

## Ökologie und Chromosomensatz
Wie alle Arten der Gattung Lens ist Lens orientalis diploid mit Chromosomenzahl 2n = 14 und überwiegend selbstbefruchtend. Gelegentlich kommt noch Fremdbefruchtung vor, wobei Lens orientalis und die Linse Lens culinaris untereinander kreuzbar sind. Auskreuzung ist aber ein seltener Ausnahmefall, es sind nur wenige Hybride zwischen beiden gefunden worden, genetische Zeiger für eine ausgedehnte Introgression liegen nicht vor.

## Domestizierung
Aus Lens orientalis ging die Kulturpflanze Linse Lens culinaris hervor, die Beteiligung anderer, verwandter Arten der Gattung kann heute ausgeschlossen werden. Die Linse gehört dabei zu den ältesten Kulturpflanzen überhaupt, die gemeinsam mit Emmer, Einkorn und Gerste zu den „Gründerpflanzen“ bei der Erfindung der Landwirtschaft im sogenannten fruchtbaren Halbmond, der sich vom heutigen Jordanien über Israel, den Libanon, Syrien, den Süden der Türkei bis in die Berge des westlichen Iran und des Irak zieht. Nach den genetischen Daten (Vergleich von Wildpflanzen und Landrassen) begann die Kultivierung im südlichen Teil dieser Region, sie wurde etwa in die Südtürkei bereits als Kulturpflanze eingeführt. Nach archäologischen Funden, meist im Feuer verkohlten Samen, wurden wilde Linsen schon jahrtausendelang geerntet und besammelt, bevor Menschen mit der Aussaat, und damit der Landwirtschaft, begannen. Funde aus der Kebara-Höhle im Karmel südlich Haifa stammen aus dem Moustérien vor eta 50.000 bis 60.000 Jahren. In Siedlungen des fruchtbaren Halbmonds vor Einführung der Landwirtschaft, etwa Mureybit, Tell Dschaʿdat al-Mughara und Tell Abu Hureyra in Syrien und Netiv Hadgud in Israel zeigen verbreitete Nutzung von in dorfartigen Siedlungen lebenden Menschen des Epipaläolithikum vor ca. 11.000 bis 13.000 Jahren (Cal BP), das in das präkeramische Neolithikum überging. Von dort wurde sie, schon als Kulturpflanze, nach Ägypten, Anatolien, Indien und Pakistan (Indus-Kultur) und später mit den ersten Bauern (den Bandkeramikern) nach Europa eingeführt (der älteste europäische Fund aus der Höhle von Franchthi (Griechenland) stammt allerdings schon von den ältesten neolithischen Bauern vor 11.000 Jahren). Bei den ältesten Funden muss aus dem Kontext erschlossen werden, ob es sich um kultivierte frühe Formen der Kulturlinse oder noch wild besammelte Lens orientalis handelt, morphologische Unterschiede sind nicht erkennbar.
Die genetische Herkunft von Lens culinaris aus Lens orientalis konnte mit genetischen Daten klar bestätigt werden, wobei die Kulturlinsen in die wilde Lens orientalis eingeschachtelt sind. Andere Wildsippen wie Lens nigricans, Lens ervoides und auch die oft als Unterart gefasste Lens orientalis subsp. odemensis (Ladiz.) M.E.Ferguson, Maxted, van Slageren & L.D.Robertson (Syn. Lens odemensis Ladiz.) sind entfernter verwandt. Lens odemensis sollte nach den genetischen Daten wieder als eigene Art gefasst werden, sie ist vermutlich näher mit Lens cervoides verwandt. Kulturlinsen und wilde Lens orientalis sind genetisch getrennt, es gibt keine Hinweise auf Einkreuzung; Hybride sind selten. Damit deuten die Daten auf eine nur einmal erfolgte Domestizierung aus einer definierten Subpopulation von Lens orientalis hin.

## Phylogenie, Taxonomie, Systematik
Die Pflanzensippe wurde durch Pierre Edmond Boissier im Jahr 1849 als Ervum orientale im Artrang in Diagnoses Plantarum Orientalium novarum Serie 1 Band 9 Seite 115 erstbeschrieben. Die Taxonomie der Linse und ihrer Verwandten ist verworren. Die Kulturlinse wurde durch Carl von Linné 1753 als Ervum lens erstbeschrieben. Später wurde die Gattung Lens aus der Gattung Ervum (Typusart Ervum ervilia L.) ausgegliedert. Ob die Sippe als eigene Art Lens orientalis (Boiss.) Hand.-Mazz. oder als Unterart der Kulturlinse Lens culinaris subsp. orientalis (Boiss.) Ponert aufgefasst werden soll, ist zwischen verschiedenen Bearbeitern umstritten. Viele neue Bearbeiter bevorzugen die Einstufung als Unterart.
Nach genetischen phylogenomischen Daten ist die Gattung Lens in die Gattung der Wicken (Vicia L.) eingeschachtelt, ihre Anerkennung macht Vicia damit paraphyletisch. Die Klade hat sich nach der Methodik der molekularen Uhr vor gut 10 Millionen Jahren von anderen Vicia-Sippen abgespalten. Systematische Botaniker erkennen damit die Gattung Lens nicht mehr an, ihre Arten wurden nach Vicia transferiert. Die Kulturlinse wäre demnach als Vicia lens (L.) Coss. & Germ. zu bezeichnen. Folgt man der Einstufung der wilden Stammart als deren Unterart, wäre diese als Vicia lens (L.) Coss. & Germ. subsp. orientalis anzusprechen. Diese Umkombination wurde aber bisher von den an Kulturpflanzen forschenden Botanikern nicht nachvollzogen, die derzeit (Stand 2023) an der Gattung Lens festhalten.